# Casas consistoriales de Las Palmas de Gran Canaria
Las Casas Consistoriales de la ciudad de Las Palmas de Gran Canaria es el edificio más emblemático del Ayuntamiento y uno de los más importantes de la ciudad, siendo icono arquitectónico y artístico. Las Casas Consistoriales del Ayuntamiento reflejan de primera mano la historia de esta ciudad.

## Situación
El asentamiento de las Casas Consistoriales situadas en la Plaza Mayor de Santa Ana, fue elegida por los conquistadores como centro de una de las primeras urbanizaciones de las islas Canarias. En torno a la Plaza de Santa Ana se instalaron no solo las Casas Consistoriales de la Ciudad, sino también el Palacio del Obispo y la Catedral de Santa Ana. Junto a la Plaza Mayor de Santa Ana también se aprecia, el Palacio Regental, que se trata de la residencia del presidente de la Audiencia Territorial.

## Historia

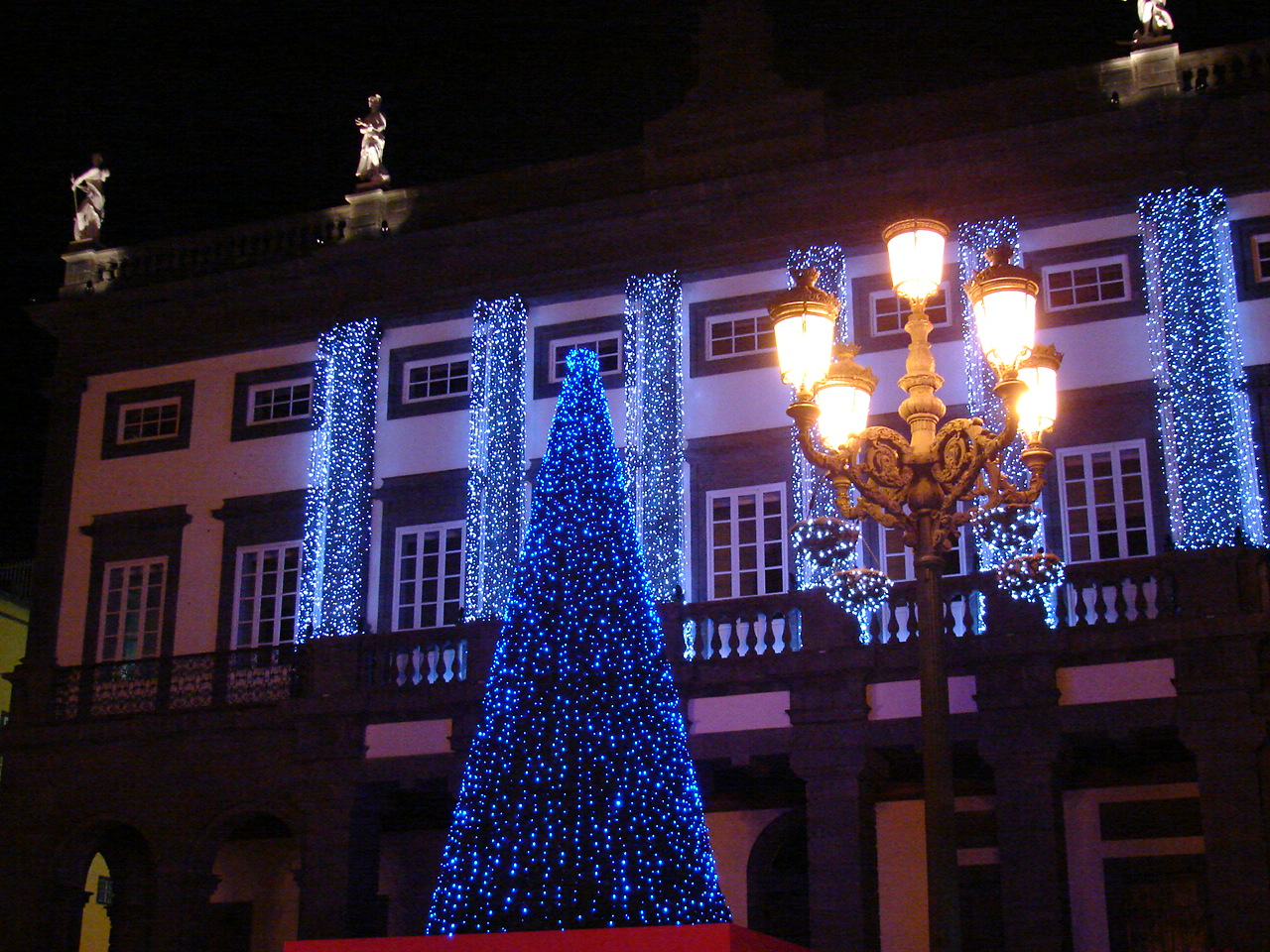
Árbol de Hidrógeno junto al ayuntamiento en las navidades de 2008.

Las Casas Consistoriales se inauguraron en el año 1856. El alcalde Gabriel Mejías Pombo en 1977 trasladó la sede de la Alcaldía a las Oficinas Municipales situadas en la calle de León y Castillo.
El histórico y emblemático inmueble alberga hoy una importante representación artística de Canarias y de otros lugares. En sus paredes residen 90 cuadros de autores como César Manrique, Juan José Gil, Millares, Cristino de Vera, González Méndez y Jesús Arencibia, destacando el famoso cuadro 'Inmigrantes' de Ventura Álvarez Sala, que le cedió el museo de El Prado al ayuntamiento de Las Palmas de Gran Canaria en 1909. 'Inmigrantes' preside la escalera principal de acceso a las Casas Consistoriales.
Con respecto a sus esculturas, acoge una veintena de Eduardo Gregorio, Plácido Fleitas, Juan Borges, Josep María Subirachs y de Martín Chirino, entre otros autores.
Rehabilitación Arquitectónica

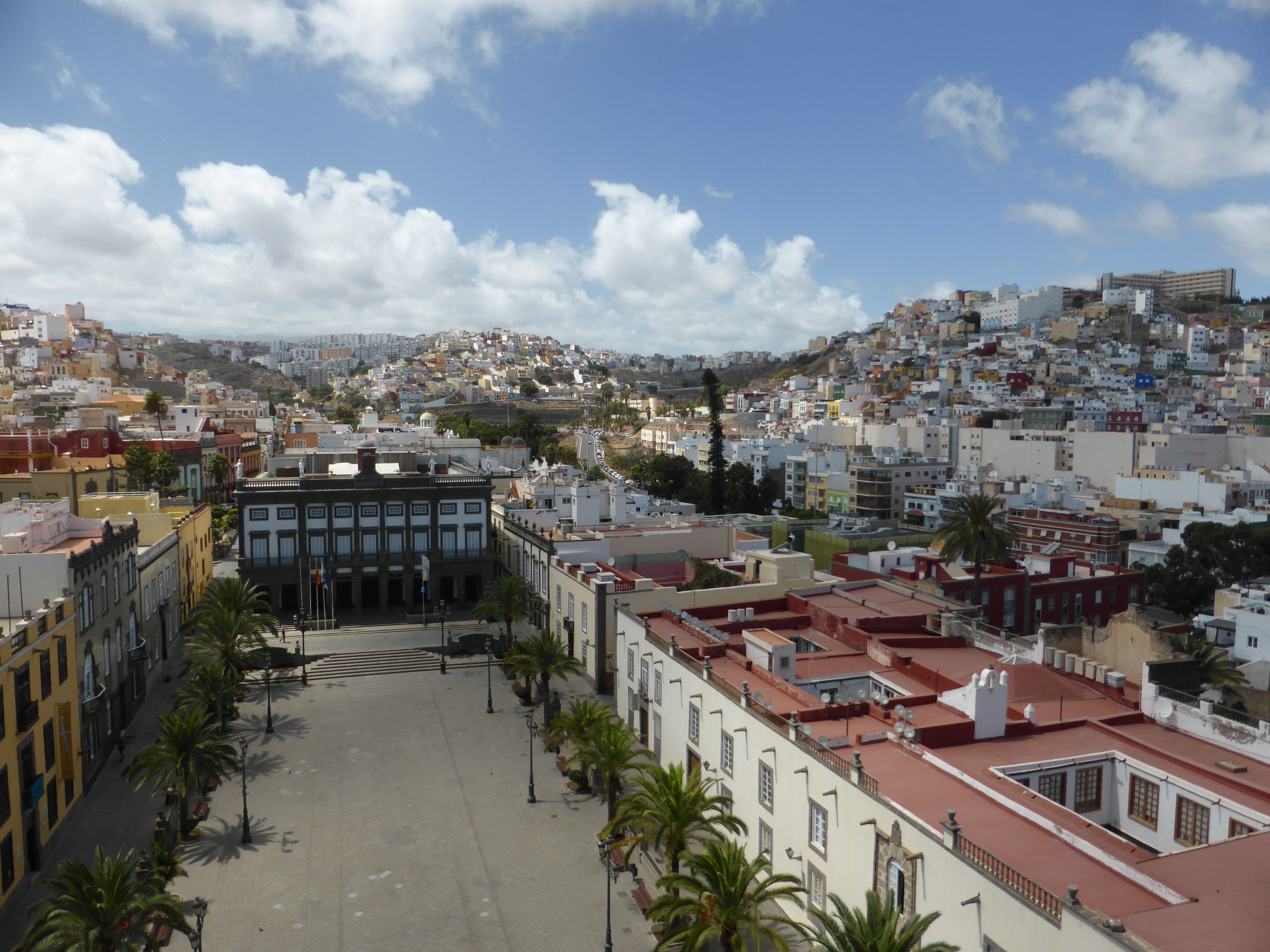
Desde lo alto de la catedral de Santa Ana, Las Palmas de Gran Canaria, España

En 2008, se realizó una intervención arquitectónica para la rehabilitación de la edificación por parte del "Grupo Nred Arquitectos", compuesto por José Antonio Sosa y Magüi González, la cual a diferencia de una restauración corresponde a la actualización y modernización tanto estética como de su infraestructura según los usos y exigencias de hoy.
Por el contrario, la Restauración Arquitectónica para este tipo de edificios de varios años con trascendencia social y cultural estaría tan solo dentro del campo de la Conservación y Restauración de bienes culturales, para devolver en lo posible todas sus características a como estaba originalmente.
De esta manera, el ayuntamiento de la ciudad decidió realizar una rehabilitación arquitectónica más que una restauración como la mejor opción para aprovechar espacios perdidos de la edificación junto al amueblamiento de estilo, como los dos ejemplos más singulares de butacas del antiguo teatro Pérez Galdós junto a algunas consolas isabelinas.
Esta rehabilitación hace exactamente eso en su arquitectura exterior e interior, pues combina de forma impecable aspectos de la estética tradicional con las líneas limpias de volúmenes, pasillos y amueblamiento realizados en cristal y madera de riga americana, (similar a la tea) reciclada de otras edificaciones, lo cual ha sido muy importante para su revitalización  pues brinda un toque de modernidad resaltando armoniosamente muchos aspectos estéticos de esta edificación consistorial, estaba originalmente. Esto, le ha valido el obtener reconocimiento nacional con el primer premio otorgado por el “Ministerio de Fomento Español”  en 2002 e internacional  con  el primer premio en el concurso ”Sustainable Building” de Melbourne, Australia.
Todo esto, con el fin de hacerla más asequible al público en su lectura como en sus recursos tecnológicos, también mejorando su iluminación y redes, para hacer de este un edificio para usar y no solo para reverenciar, esto más allá de la controversia que este nuevo desarrollo pudiera causar.
El edificio de las Casas Consistoriales, puede ahora contener armoniosamente  contenidos funcionales y representativos, volviendo a ser parte integral activa del corazón mismo de la ciudad dentro de su centro administrativo como de su casco histórico.
Finalmente, esta institución local resalta el Salón Dorado recuperando así su función original, volviendo a convertirse en el lugar del debate municipal, lugar de la soberanía popular de los ciudadanos de la ciudad de Las Palmas de Gran Canaria.
Con lo cual, el 12 de abril de 2010 se abre a los ciudadanos de Las Palmas de Gran Canaria, recuperando así las Casas Consistoriales como icono histórico y sede de la Alcaldía y lugar de trabajo de ámbito municipal.

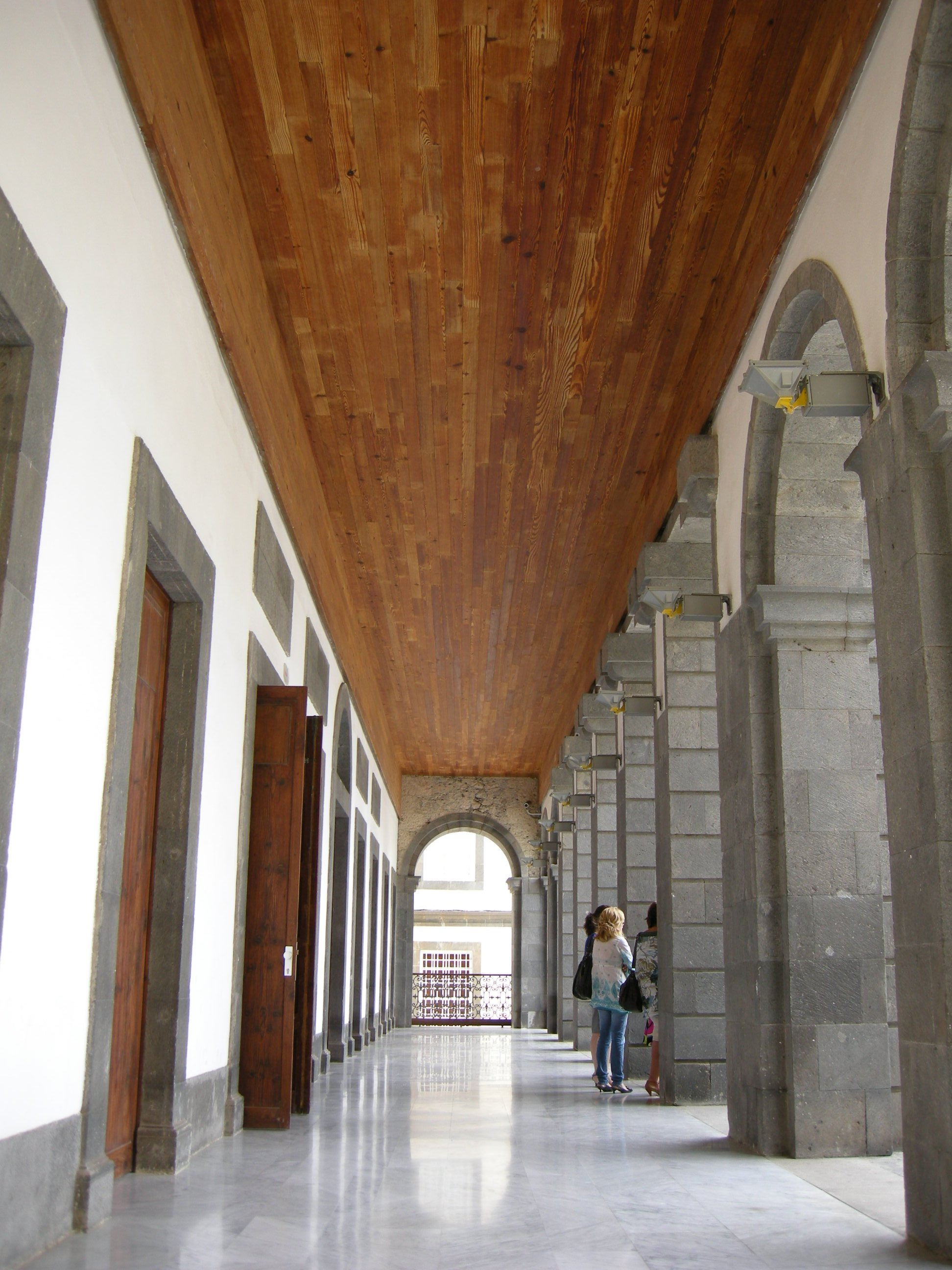
Entrada tras su rehabilitación
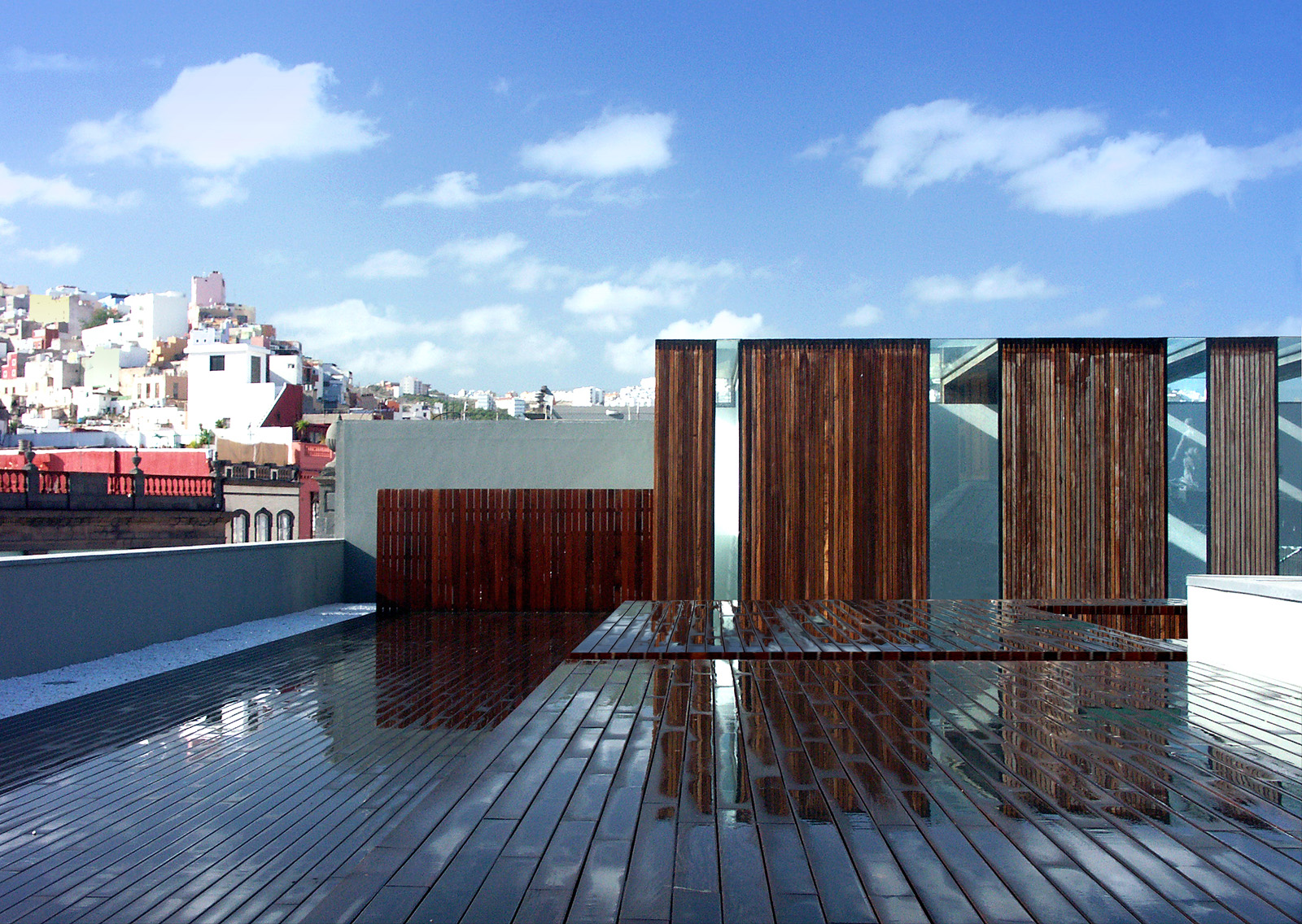
Imagen de la cubierta en  madera plegada
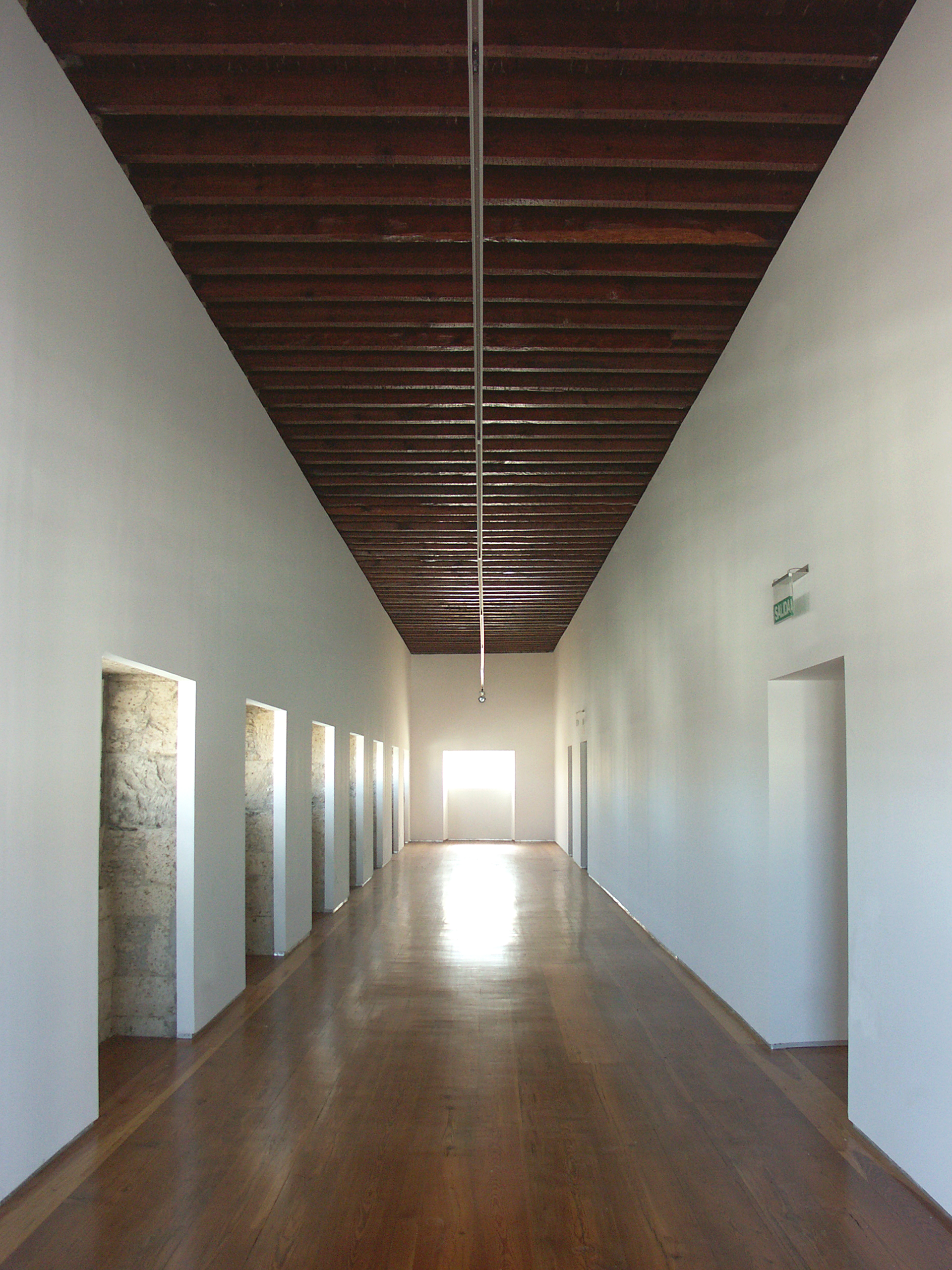
Rehabilitación de esta sala  aprovecha de forma respetuosa  elementos existentes
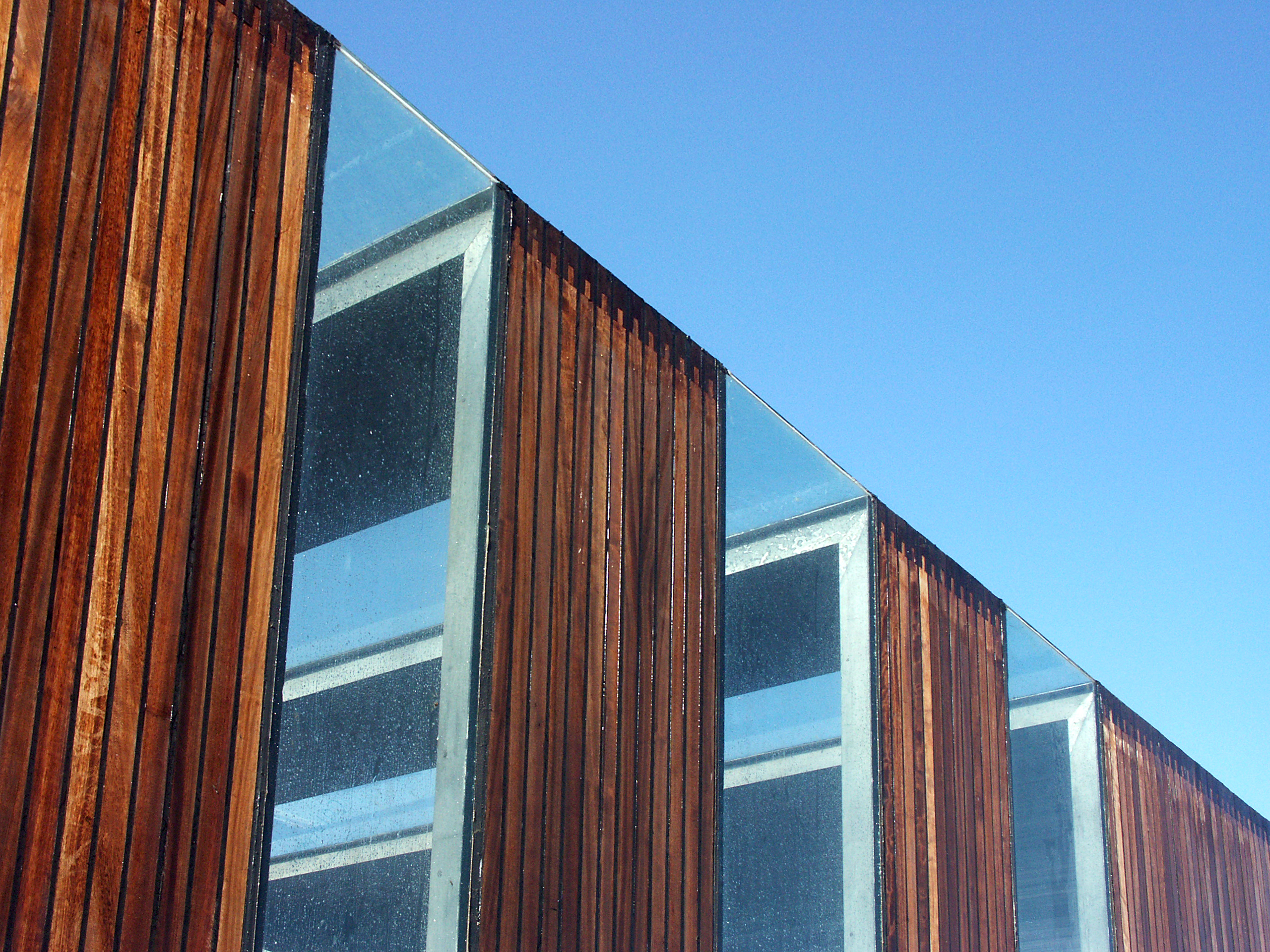
Engarce entre los vidrios y las maderas formando el techo del casetón
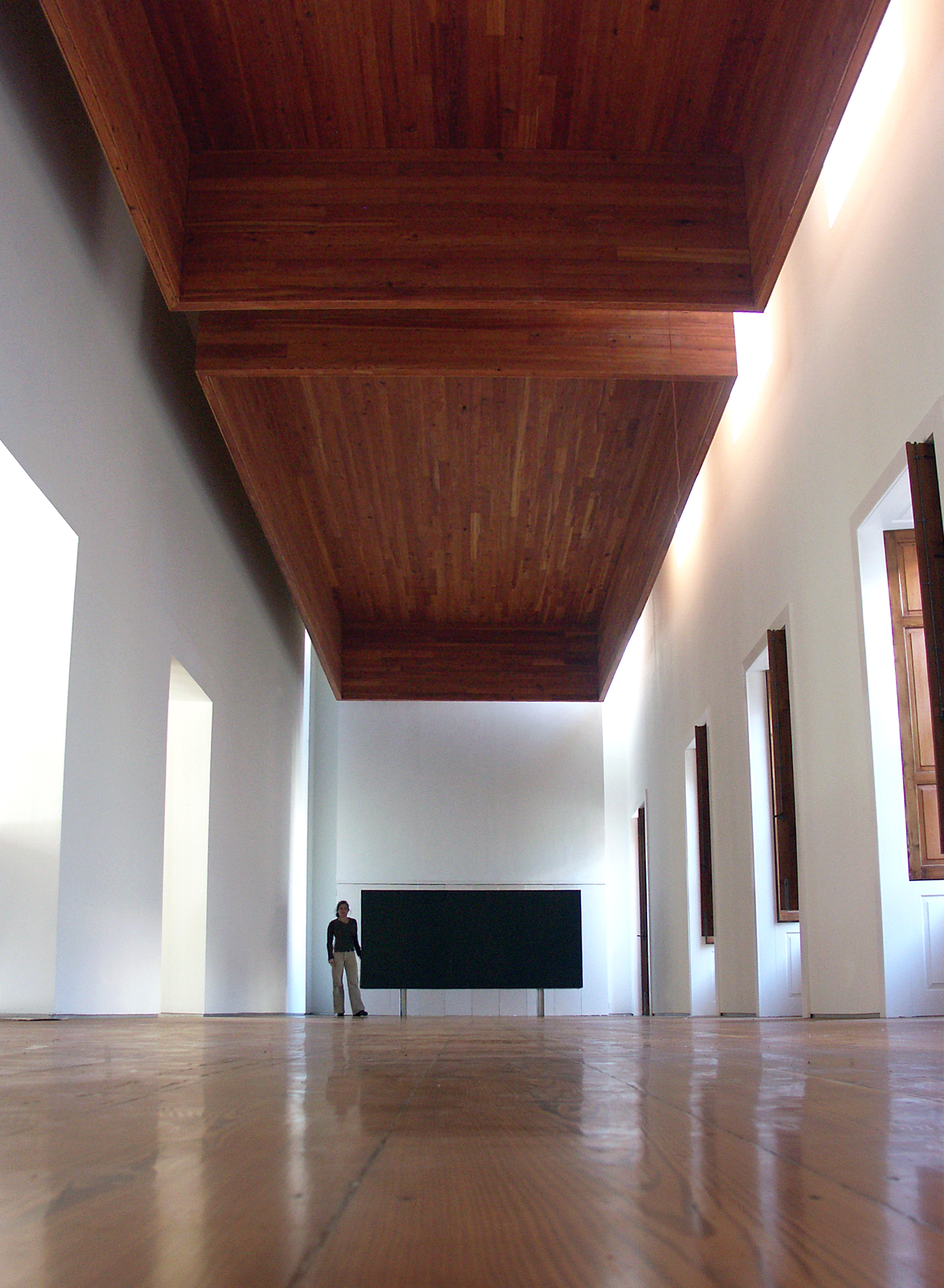
Sala de Recepciones  con grandes prismas en madera suspendidos del techo